# 고이케 준키
고이케 준키(일본어: 小池 純輝, 1987년 5월 11일 ~ )는 일본의 축구 선수이다.

## 구단 경력
그는 2006년부터 2023년까지 J리그의 우라와 레즈, 더스파 구사쓰, 미토 홀리호크, 도쿄 베르디, 요코하마 FC, 제프 유나이티드 지바, 에히메 FC에서 활동하였다.